# Powiat Sanbu
Powiat Sanbu (jap. 山武郡 Sanbu-gun) – powiat w Japonii, w prefekturze Chiba. W 2024 roku liczył 41 531 mieszkańców.

## Miejscowości
- Kujūkuri
- Shibayama
- Yokoshibahikari